# Alkymisten - den udødelige Nicholas Flamels hemmeligheder
Alkymisten – den udødelige Nicholas Flamels hemmeligheder er en roman fra 2007 af den irske forfatter Michael Scott. Romanen er den første i en serie på 6 romaner om "Den udødelige Nicholas Flamels hemmeligheder". 
Den er udgivet i Danmark i 2008 på Forlaget Sesam. 
| Bog | Spire Denne artikel om bøger og tidsskrifter er en spire som bør udbygges. Du er velkommen til at hjælpe Wikipedia ved at udvide den. |